# 中华人民共和国工会法
《中华人民共和国工会法》是为了保障工会在国家政治、经济和社会生活中的地位，确定工会的权利与义务，发挥工会在社会主义现代化建设事业中的作用而制定的法律。

## 历史
1950年6月28日下午五时，中央人民政府委员会第八次会议在北京中南海勤政殿召开。中央劳动部部长李立三作关于《中华人民共和国工会法草案》的几点说明。会议通过《中华人民共和国工会法》。共5章26条。
1992年4月3日第七届中华人民共和国全国人民代表大会第五次会议通过新的《中华人民共和国工会法》(6章42条)，自1992年4月3日起施行，1950年6月29日中央人民政府颁布的《中华人民共和国工会法》同时废止。
2001年10月27日由第九届中华人民共和国全国人民代表大会常务委员会第二十四次会议修正。
2009年8月27日由第十一届全国人民代表大会常务委员会第十次会议第二次修正。
2021年12月24日由第十三届全国人民代表大会常务委员会第三十二次会议第三次修正。

## 内容
《中华人民共和国工会法》分七章共计五十七条，该法第五十七条规定：1950年6月29日中央人民政府颁布的《中华人民共和国工会法》于1992年4月3日废止。